# Melody (chanteuse espagnole)
Pour les articles homonymes, voir Ruiz et Melody.
Melody est le nom de scène porté par une chanteuse pop espagnole, Melodía Ruiz Gutiérrez née le 12 octobre 1990 à Dos Hermanas en Espagne.
Elle représente l'Espagne au Concours Eurovision de la chanson 2025, à Bâle en Suisse, avec sa chanson Esa diva,.

## Jeunesse
Melodía Ruiz Gutiérrez naît le 12 octobre 1990 à Dos Hermanas en Espagne, à quelques kilomètres au sud de Séville, en Andalousie. Issue d'une famille de musiciens, elle est la fille de Lorenzo Ruiz et Ana Gutierrez. Elle a un frère cadet, nommé Eleazar, dit Ele.

## Carrière

### 2001: Débuts
Melody est remarquée dès son enfance par le producteur El Fary, qui lui propose de venir à Madrid enregistrer un album. Ainsi, son premier album initulé De pata negra sort en 2001, alors qu'elle n'a que dix ans. Il est produit par Epic Records Espagne.

Le single principal de cet album, El baile del gorila, devint numéro un dans toute l'Amérique latine et en Espagne. 
L'album quant à lui, est certifié double disque de platine en Espagne dès octobre 2001, disque d'or aux États-Unis en mai 2002 et reçoit cette même année une nomination au Latin Grammy Award du Meilleur Album pour Enfants, ainsi qu'en 2003, une nomination au Billboard Latin Music Award de l'Album Pop Latino de l'Année, Nouvel Artiste.

### Depuis 2002
En 2002, elle sort un deuxième album intitulé Muévete, un autre en 2003 intitulé T.Q.M., puis un quatrième en 2004 intitulé Melodía.
Entre 2005 et 2008, elle fait une pause dans sa carrière musicale. Sa disparition complète des médias mène à la circulation de légendes urbaines la prétendant morte, soit des suites d'un crash aérien, soit par suicide à la suite d'une dépression. Melody dément ces rumeurs en sortant un album, intitulé Los buenos días.
En 2009, Melody participe à la sélection nationale espagnole pour le Concours Eurovision de la chanson 2009, en duo avec le groupe Los Vivancos, avec la chanson Amante de la Luna,. Le groupe se retire de la compétition avant la finale, à laquelle elle participe donc seule, et se classe deuxième avec 22 points, à ex-æquo avec la gagnante Soraya,.
Elle sort son sixième album, nommé Mucho camino por andar, en 2014.
En 2024, elle est l'invitée du sixième épisode de la quatrième saison de Drag Race España.

### 2025: Eurovision
En 2025, Melody participe au Benidorm Fest, avec son titre Esa diva. Clôturant la seconde demi-finale le 30 janvier en passant sur scène en huitième position , elle se qualifie pour la finale du samedi 1er février.

Lors de la finale, Melody est également la huitième et dernière candidate à présenter sa chanson. Elle obtient d'abord 70 points du jury qui la classe troisième, puis 80 points du public dont elle est favorite. Avec un total de 150 points, elle gagne la finale, obtenant ainsi le statut de représentante de l'Espagne au Concours Eurovision de la chanson 2025, à Bâle en Suisse.

## Discographie

### Albums
- 2001 : De pata negra
- 2002 : Muévete
- 2003 : T.Q.M.
- 2004 : Melodía
- 2008 : Los buenos días

### Singles
- 2001 : El baile del gorila
- 2025 : Esa diva